# USS LST-384
O USS LST-384 foi um navio de guerra norte-americano da classe LST que operou durante a Segunda Guerra Mundial.